# 科瓦東加港
63°19′S 57°55′W / 63.317°S 57.917°W
科瓦東加港（Covadonga Harbor），是南極洲的海港，位於特里尼蒂半島，處於雷格皮爾角以南，是休昂灣的東北角，由智利探險隊命名，現時由南極條約體系管理。